# میراس
میراس (به لاتین: Mirac) یک منطقهٔ مسکونی در مونته‌نگرو است که در کوتور واقع شده‌است. میراس ۷۹ نفر جمعیت دارد.